# Vermicelles

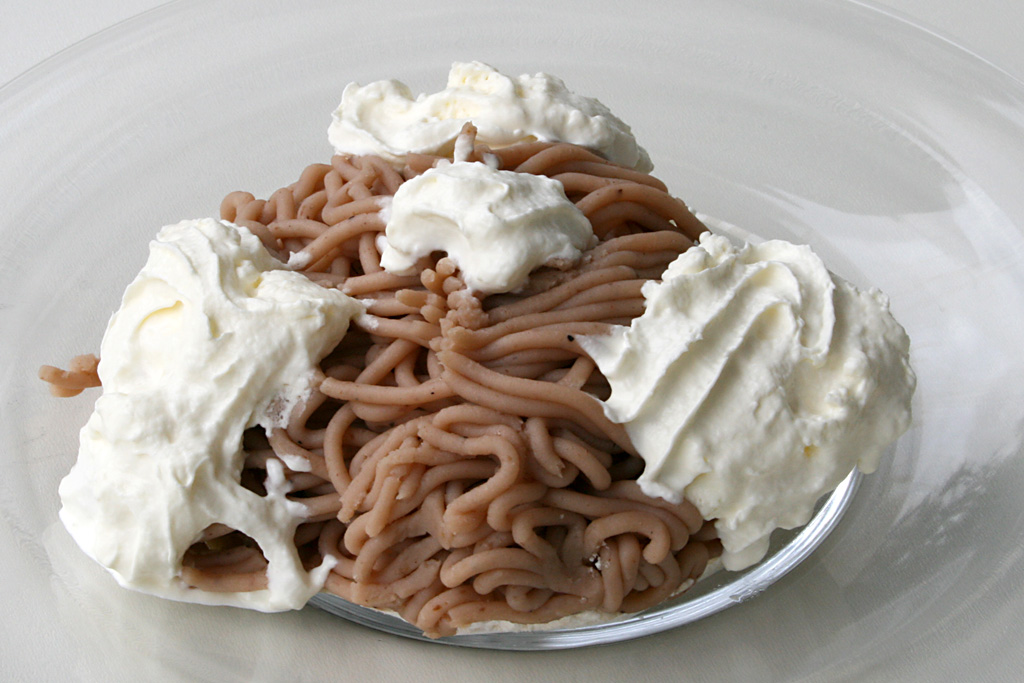
Vermicelles con panna montata

I vermicelles sono un dolce tipico della cucina ticinese, simile al Monte Bianco.
Vengono realizzati tramite la cottura delle castagne, in seguito condite con zucchero o altri alimenti. Spesso vengono mangiati con panna montata o meringhe.
Essendo un alimento di difficile preparazione sono venduti nei negozi tubi preconfezionati di vermicelles.